# Билк
Билк — алкогольный напиток из пивоварни «Абасири» на острове Хоккайдо (Япония). Он представляет собой пиво, сделанное из молока. Для приготовления билка в молоко добавляется хмель и пивные дрожжи, и молоко нагревается до относительно низкой температуры (потому что при высокой температуре молоко сворачивается). Для нагревания молока используется струя горячего воздуха. Готовый напиток выглядит как пиво, но имеет фруктовый привкус.
Название напитка составлено из слов beer (пиво) и milk (молоко).
Напиток поступил в продажу 1 февраля 2007 года в бутылках по 330 мл. Цена — 380 иен за бутылку.

## Внешние ссылки

### На русском языке
- «Билк» - пиво из молока
- Японцы изобрели кумыс и назвали его «Билк»

### На английском языке
- Milk beer called 'Bilk' to go on sale in Hokkaido (недоступная ссылка)
- Bilk: Beer and Milk
- Bilk: beer made from milk
- Инвормация о пивоварне «Абашири»